# Flabellina lineata
Coryphelle argentée, Coryphelle blanche
Espèce
Synonymes
- Aeolis argenteolineata (Costa A., 1866)
- Aeolis lineata (Lovén, 1846)
- Coryphella lineata (Lovén, 1846)[2]

La Coryphelle argentée (Flabellina lineata) est une espèce de nudibranche de la famille des Flabellinidés. Ce petit mollusque le plus souvent blanc translucide et qui mesure 50 mm au maximum se rencontre dans l'ouest de la mer Méditerranée, ainsi que sur le littoral atlantique du Portugal à la Norvège. Hermaphodite comme tous les nudibranches, il dépose sur les branches des hydraires un cordon en spirale composé de milliers d’œufs desquels éclosent des larves véligères.

## Taxinomie et étymologie
L'espèce est décrite par le zoologiste suédois Sven Lovén en 1846. L'épithète spécifique « lineata » renvoie aux lignes blanches qui parcourent le corps de l'animal.

## Distribution et habitat
L'espèce se rencontre dans l'ouest de la Méditerranée, notamment sur la côte catalane ainsi que dans les îles Baléares ; sur le littoral atlantique, ce nudibranche est observé du Portugal jusqu'aux côtes norvégiennes, au-delà du cercle arctique. F. lineata vit sur des fonds rocheux exposés aux courants de marée et où se développent des colonies d'hydraires. Si sa présence est plus fréquente entre 20 et 40 m de profondeur, on l'observe depuis la surface jusqu'à plus de 200 m.

## Description
F. lineata mesure généralement entre 20 et 30 mm, mais certains individus atteignent 50 mm, notamment ceux observés dans le nord de l'Atlantique,. Le corps blanc translucide est parcouru d'une ligne dorsale blanche qui s'étend de l'extrémité pointue de la queue jusqu'à la tête ; la ligne se sépare alors en deux : chacun des deux tentacules buccaux présente ainsi une ligne blanche. Une ligne blanche est également visible de chaque côté du corps, à hauteur du pied : la jonction entre ces deux lignes s'effectue au niveau de la queue. Les rhinophores sont lisses et blancs à leur extrémité, ainsi que sur leur surface postérieure : il s'agit de la tache oculaire qui est un organe sensoriel,. Semi-translucides, les longs et fins cérates laissent voir une extension de la glande digestive : celle-ci leur confère une coloration qui oscille entre l'orangé, le brun foncé, le rose pâle voire le blanc. Un anneau blanc est situé sous l'apex des cérates et une ou deux lignes blanches sont parfois visibles sur toute la longueur de ces membres ; ces lignes sont souvent partiellement présentes,.
Selon leur taille, les individus portent entre 5 et 8 groupes de cérates : les deux premiers groupes comptent deux rangées de cérates, les suivants en comptent seulement une. Le pied large et translucide porte deux tentacules sur sa surface antérieure.

## Écologie

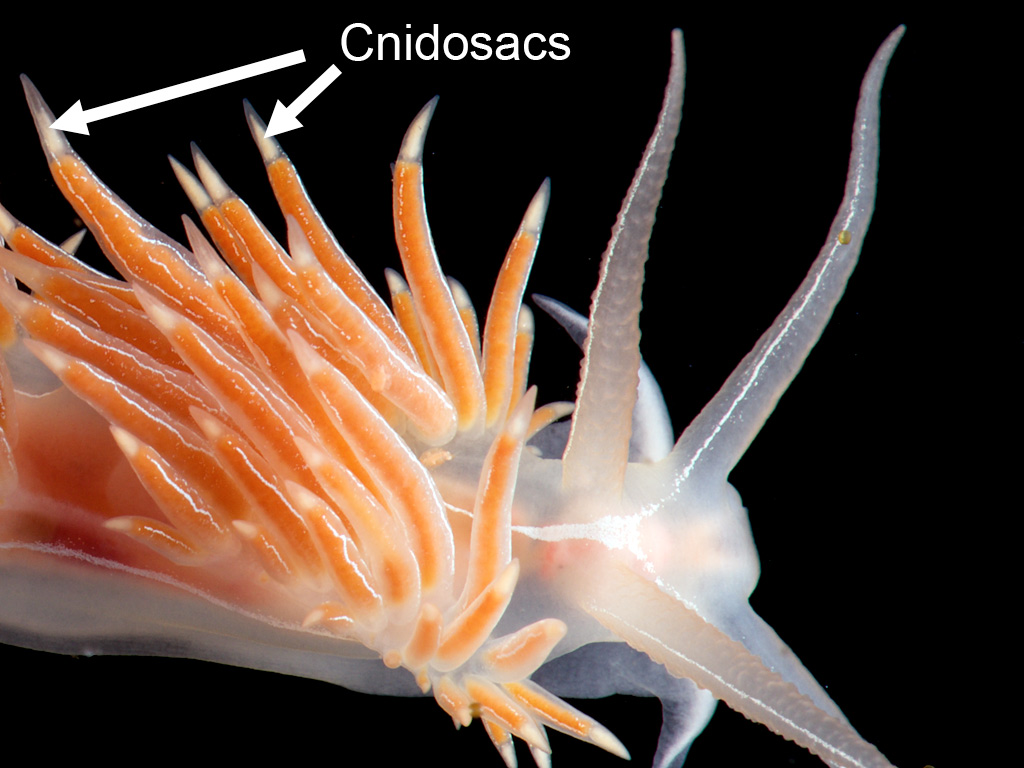
Gros plan sur les cnidosacs de F. lineata où sont stockées les cellules urticantes des hydraires consommés.

Comme d'autres espèces du genre Flabellina, la Coryphelle argentée se nourrit d'hydraires des genres Tubularia, Sarsia, Corymorpha ou encore Eudendrium en Méditerranée. L'hydraire Tubularia indivisa est une proie fréquente de l'espèce. Lorsque le nudibranche se nourrit de l'hydraire, les nématocystes de ce dernier traversent le système digestif sans être abimés et sont envoyés aux extrémités des cérates. Ils sont ensuite utilisés pour la défense du nudibranche. Le spécimen adulte de l'espèce F. lineata n'a pas de prédateur connu ; la tenue très colorée de l'animal pourrait servir d'avertissement.
Comme les autres nudibranches, cette espèce est hermaphrodite : l'accouplement se déroule à la fin du printemps dans les régions les plus au sud, et en été en Norvège. La ponte (ou « oothèque ») est blanchâtre ou rosâtre et consiste en un cordon en spirale composé de milliers d’œufs d'environ 75 µm : le nudibranche le dépose sur les branches des hydraires,. De ces œufs éclosent des larves véligères.